# Monaco ai XX Giochi olimpici invernali
Monaco ha partecipato ai XX Giochi olimpici invernali di Torino, che si sono svolti dal 10 al 26 febbraio 2006, con una delegazione di quattro atleti.

## Bob
| Gara               | Equipaggio                     | Manche 1 | Manche 2 | Manche 3 | Manche 4 | Totale  | Posizione |
| ------------------ | ------------------------------ | -------- | -------- | -------- | -------- | ------- | --------- |
| Bob a due maschile | Jeremy Bottin Patrice Servelle | 56"21    | 56"13    | 56"67    | 57"08    | 3'46"09 | 12        |

## Sci alpino
| Gara    | Atleta        | 1° manche  | 2° manche | Tempo totale | Posizione |
| ------- | ------------- | ---------- | --------- | ------------ | --------- |
| Slalom  | Olivier Jenot | 1'03"85    | 55"28     | 1'59"13      | 34        |
| Gigante | Olivier Jenot | non finito |           |              |           |
| Super-g | Olivier Jenot | 1'37"03    | 1'37"03   | 1'37"03      | 48        |

| Gara      | Atleta            | 1° manche  | 2° manche | Tempo totale | Posizione |
| --------- | ----------------- | ---------- | --------- | ------------ | --------- |
| Slalom    | Alexandra Coletti | 45"38      | 50"58     | 1'35"96      | 33        |
| Gigante   | Alexandra Coletti | non finito |           |              |           |
| Super-g   | Alexandra Coletti | 1'37"02    | 1'37"02   | 1'37"02      | 41        |
| Discesa   | Alexandra Coletti | 2'01"31    | 2'01"31   | 2'01"31      | 31        |
| Combinata | Alexandra Coletti | non finito |           |              |           |